# Achatocarpus nigricans
Achatocarpus nigricans är en tvåhjärtbladig växtart som beskrevs av José Jéronimo Triana. Achatocarpus nigricans ingår i släktet Achatocarpus och familjen Achatocarpaceae. Inga underarter finns listade i Catalogue of Life.